# Rousimar Palhares
Rousimar Palhares (* 20. Februar 1980 in Dores do Indaiá, Minas Gerais) ist ein brasilianischer MMA-Kämpfer und Submission Wrestler. Er ist vor allem für seine Leglocks (Beinhebel) bekannt, aber auch dafür berüchtigt, Aufgabegriffe auch nach Abklopfen des Gegners nicht sofort loszulassen, was für einige Kontroversen sorgte. Er ist auch unter seinem Spitznamen „Toquinho“ bekannt, was im Portugiesischen „Baumstumpf“ bedeutet. Palhares trat hauptsächlich im Mittelgewicht und Weltergewicht an und hält schwarze Gürtel im Brazilian Jiu-Jitsu und Luta Livre.

## Karriere
Palhares, der unter ärmlichen Verhältnissen im ländlichen Brasilien aufwuchs, absolvierte 2004 seinen ersten MMA-Kampf. 2008 wurde er von der Ultimate Fighting Championship, der größten MMA-Organisation der Welt, unter Vertrag genommen und gewann seinen Debütkampf bei UFC 84 gegen Ivan Salaverry durch einen Armbar. Im September 2008 unterlag er Superstar Dan Henderson bei UFC 88 nach Punkten. Im März 2010 kam es während des Kampfes gegen Tomasz Drwal zur ersten Kontroverse um Palhares, als er einen Heel Hook auch nach Eingreifen des Schiedsrichters nicht sofort losließ und daraufhin für 90 Tage suspendiert wurde.
Bei seiner Rückkehr im September 2010 erlitt er gegen Nate Marquardt seine erste vorzeitige Niederlage durch Knockout. Nach dem Kampf unterstellte Palhares Marquardt, sich mit einem Schmiermittel eingerieben zu haben, um so leichter den Submissions zu entkommen. Nachdem der Ringarzt und die anwesende Kommission dies untersuchten und nichts gefunden hatten, wurde Marquardt endgültig der Sieg zugesprochen. Nach dem Kampf entschuldigte sich Palhares für die falschen Anschuldigungen.
Nach drei Siegen in Folge kassierte er gegen Alan Belcher und Hector Lombard zwei weitere schwere K.-o.-Niederlagen, woraufhin Palhares vom Mittelgewicht ins Weltergewicht wechselte. Dort gewann er seinen ersten Kampf gegen Mike Pierce im Oktober 2013 durch einen Heel Hook nach nur 31 Sekunden, wurde danach jedoch von der UFC entlassen, da er die Submission abermals nicht rechtzeitig löste und somit den Gegner schwer verletzte.
Palhares setzte seine Karriere bei der World Series of Fighting fort, wo er schon im ersten Kampf gegen Steve Carl, abermals durch einen Heel Hook, die Weltmeisterschaft im Weltergewicht gewann. Im August 2015 wurde Palhares allerdings auch von der WSOF entlassen, da er zum dritten Mal einen Aufgabegriff länger als erlaubt hielt, dieses Mal einen Kimura gegen Jake Shields. Am 22. Mai 2016 verlor Palhares bei Venator FC III gegen Emil Weber Meek überraschend nach nur 45 Sekunden durch K. o.
2011 trat der berüchtigte Grappler zudem bei den ADCC Submission Wrestling World Championships an, wo er auf Anhieb die Silbermedaille in der Klasse bis 88 Kilogramm gewann.

## MMA-Statistik
| Ergebnis   | Profi-Rekord | Gegner                       | Datum              | Veranstaltung                               | Methode                                               | Runde | Zeit |
| ---------- | ------------ | ---------------------------- | ------------------ | ------------------------------------------- | ----------------------------------------------------- | ----- | ---- |
| Niederlage | 0-1          | Leandro “Batata” Silva       | 10. Mai 2004       | BFC - Banni Fight Combat 2                  | Punktentscheidung (einstimmig)                        | 3     | 5:00 |
| Sieg       | 1-1          | Bruno Bastos                 | 29. April 2006     | FF - Floripa Fight 2                        | Punktentscheidung (geteilt)                           | 3     | 5:00 |
| Sieg       | 2-1          | Renan Moraes                 | 20. Mai 2006       | GFC 1 - Gold Fighters Championship          | Aufgabe (Armbar)                                      | 1     |      |
| Niederlage | 2-2          | Arthur Cesar „Gogo“ Jacintho | 21. Juni 2006      | RMMAC - Rio MMA Challenge 2                 | Punktentscheidung (Mehrheitsentscheid)                | 3     | 5:00 |
| Sieg       | 3-2          | Claudio „Popeye“ Mattos      | 25. November 2006  | SS - Samurai Storm 12                       | Aufgabe (Heel Hook)                                   | 1     | 0:15 |
| Sieg       | 4-2          | Helio Dipp Jr.               | 10. März 2007      | FF - Floripa Fight 3                        | Aufgabe (Rear-Naked Choke)                            | 1     | 1:40 |
| Sieg       | 5-2          | Flavio Luiz Moura            | 4. August 2007     | Fury FC 4 - High Voltage                    | Aufgabe (Ankle Lock)                                  | 1     | 1:21 |
| Sieg       | 6-2          | Fabio „Negao“ Nascimento     | 6. Dezember 2007   | Fury FC 5 - Final Conflict                  | Aufgabe (Heel Hook)                                   | 1     | 2:45 |
| Sieg       | 7-2          | Daniel Acacio                | 6. Dezember 2007   | Fury FC 5 - Final Conflict                  | Aufgabe (Heel Hook)                                   | 1     | 1:22 |
| Sieg       | 8-2          | Ivan Salaverry               | 24. Mai 2008       | UFC 84 - Ill will                           | Aufgabe (Armbar)                                      | 1     | 2:36 |
| Niederlage | 8-3          | Dan „Hendo“ Henderson        | 6. September 2008  | UFC 88 - Breakthrough                       | Punktentscheidung (einstimmig)                        | 3     | 5:00 |
| Sieg       | 9-3          | Jeremy „Gumby“ Horn          | 17. Januar 2009    | UFC 93 - Frankin vs. Henderson              | Punktentscheidung (einstimmig)                        | 3     | 5:00 |
| Sieg       | 10-3         | Lucio „Spartan“ Linhares     | 12. Dezember 2009  | UFC 107 - Penn vs. Sanchez                  | Aufgabe (Heel Hook)                                   | 2     | 3:21 |
| Sieg       | 11-3         | Tomasz „Gorilla“ Drawl       | 27. März 2010      | UFC 101 - St. Pierre vs. Hardy              | Aufgabe (Heel Hook)                                   | 1     | 0:45 |
| Niederlage | 11-4         | „The Great“ Nate Marquardt   | 15. September 2010 | UFC Fight Night 22 - Marquardt vs. Palhares | TKO (Schläge)                                         | 1     | 3:28 |
| Sieg       | 12-4         | David Branch                 | 3. März 2011       | UFC Live 3 - Sanchez vs. Kampmann           | Aufgabe (Heel Hook)                                   | 2     | 1:44 |
| Sieg       | 13-4         | Dan Miller                   | 27. August 2011    | UFC 134 - Silva vs. Okami                   | Punktentscheidung (einstimmig)                        | 3     | 5:00 |
| Sieg       | 14-4         | Mike Massenzio               | 14. Januar 2012    | UFC 142 - Aldo vs. Mendes                   | Aufgabe (Heel Hook)                                   | 1     | 1:03 |
| Niederlage | 14-5         | „The Talent“ Alan Belcher    | 5. Mai 2012        | UFC on Fox 3 - Diaz vs. Miller              | TKO (Schläge und Ellbogen)                            | 1     | 4:18 |
| Niederlage | 14-6         | Hector „Lightning“ Lombard   | 15. Dezember 2012  | UFC on FX 6 - Sotiropoulos vs. Pearson      | KO (Schläge)                                          | 1     | 3:38 |
| Sieg       | 15-6         | Mike Pierce                  | 9. Oktober 2013    | UFC Fight Night 29 - Maia vs. Shields       | Aufgabe (Heel Hook)                                   | 1     | 0:31 |
| Sieg       | 16-6         | Steve Carl                   | 29. April 2014     | WSOF 9 - Carl vs. Palhares                  | Aufgabe (Inverted Heel Hook)                          | 1     | 1:09 |
| Sieg       | 17-6         | Jon Fitch                    | 13. Dezember 2014  | WSOF 16 - Palhares vs. Fitch                | Aufgabe (Kneebar)                                     | 1     | 1:30 |
| Sieg       | 18-6         | Jake Shields                 | 1. August 2015     | WSOF 22 - Palhares vs. Shields              | Aufgabe (Kimura)                                      | 3     | 2:02 |
| Niederlage | 18-7         | Emil „Valhalla“ Meek         | 21. Mai 2016       | Venator FC 3 - Palhares vs. Meek            | KO (Schläge & Ellbogen)                               | 1     | 0:45 |
| Niederlage | 18-8         | Michal „Magic“ Materla       | 1. Oktober 2016    | KSW 36 - Materla vs. Palhares               | KO (Schläge)                                          | 2     | 1:27 |
| Sieg       | 19-8         | Alexei Ivanov                | 7. Juli 2017       | FNG - Fight Nights Global 70                | Aufgabe (Heel Hook)                                   | 1     | 0:37 |
| No Contest | 19-8-1       | Shamil Amirov                | 4. September 2017  | FNG - Fight Nights Global 73                | Draw (Entscheidungsänderung durch den Veranstalter) 1 | 3     | 5:00 |
| Niederlage | 19-9-1       | Aliaskhab Khizriev           | 30. März 2018      | FNG - Fight Nights Global 85                | KO (Schläge)                                          | 1     | 0:58 |

1) Amirov gewann den Fight durch eine kontroverse Split Decision. Nach Einspruch des Teams von Palhares wurde die Entscheidung am 11. September 2017 in ein Draw geändert